# Mar Chiquita
A laguna Mar Chiquita é um lago de água salgada endorreico localizado na província de Córdova, na região central da Argentina. É o maior lago da Argentina, o quinto maior lago salgado endorreico do mundo e o quinto maior lago de planície do mundo.
A pluviosidade média na região do Mar Chiquita é de 758 milímetros por ano, e a temperatura média anual é de 18,5 graus centígrados. A taxa de evaporação é intensa, causada pelos importantes ventos provenientes dos quadrantes sudoeste e nordeste que correm livremente pela planície localizada em torno do Mar Chiquita.

## Dados
- Profundidade máxima (2003) - 10-11 metros. Esta profundidade corresponde às fases de níveis elevados do Mar Chiquita, como vem acontecendo desde meados da década de 1970.
- Altitude média acima do nível do mar - 70 a 71 nmm.
- Volume aproximado de água (2005) - 100 000 milhões de m³/100 km³.
- Em 2003, a laguna alcançou a área total de 700 000 ha, registrando-se as seguintes dimensões: 110 km de leste a oeste e 95 km de norte a sul.
Os principais componentes minerais da laguna (análises estas que foram realizadas pela Universidade Católica Argentina, câmpus de Córdova) são:

| Componente                    | Quantidade |
| ----------------------------- | ---------- |
| Teor de sólidos               | 78,7 %     |
| Potencial hidrogeniônico (pH) | 8          |
| Sódio                         | 28,2 g/l   |
| Cloreto                       | 36,9 g     |
| Sulfato                       | 11 g       |
| Cálcio                        | 528 mg/l   |
| Magnésio                      | 360 mg/l   |
| Potássio                      | 283 mg/l   |
| Lítio                         | 10 mg/l    |
| Ferro                         | <1 mh/l    |
| Mercúrio                      | <0,01 mg/l |

### Documentação científica disponível
- http://www.scielo.org.ar/pdf/rsea/v63n3-4/v63n3-4a04.pdf
- http://www.iahr.org/e-library/beijing_proceedings/Theme_A/HYDROLOGIC%20STUDY%20OF%20MAR%20CHIQUITA%20SYSTEM.html[ligação inativa] (página arquivada)
- http://www.sciencedirect.com/science/article/pii/S1040618298000561

### Imagens de satélite
- http://www.nasaimages.org/luna/servlet/detail/nasaNAS~10~10~72203~177560:Dust-Storm-near-Laguna-Mar-Chiquita[ligação inativa] (página arquivada)
- https://web.archive.org/web/20100301101152/http://www.geosyr.com.ar/

- Commons